# Lingua norica
La lingua norica, conosciuta anche come Celtico orientale, è una lingua celtica continentale ancora in via di classificazione, la cui esistenza è stata comprovata solo da due frammenti di iscrizione, rinvenute in quella che era l'antica provincia romana del Norico (una a Grafenstein in Austria e un'altra a Ptuj in Slovenia), le quali però non forniscono abbastanza informazioni per poter trarre conclusioni certe sulla natura dell'idioma. È stato comunque ipotizzato che il norico possa avere affinità con le altre lingue celtiche che si sono sviluppate nei territori limitrofi, come il gallico e il leponzio. A causa degli scarsi ritrovamenti rinvenuti è molto difficile stabilire il periodo in cui la lingua si è definitivamente estinta.

## Iscrizione di Ptuj

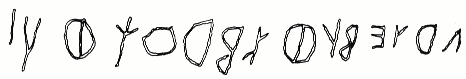
ARTEBUDZBROGDUI (facsimile dell'iscrizione originale, scritto da destra a sinistra)

Scoperta nel 1894, l'iscrizione di Ptuj è scritta utilizzando l'alfabeto etrusco con andamento da destra a sinistra, e recita:
Frase che è stata interpretata come composta da due nomi propri,  Artebudz [figlio di] Brogduos. Il nome Artebudz potrebbe significare "Pene d'orso" (dopo studi comparativi con la parola gallese arth: "orso", e quella irlandese Bod: "pene"), mentre Brogduos è probabile possa contenere il prefisso brog- o mrog- che significa "paese" (anche qui comparato col gallese bro, dal medesimo significato). In caso contrario il nome Brogduos potrebbe essere declinato nel caso dativo e pertanto il significato sarebbe Artebudz [fece questo per] Brogduos.

## Iscrizione di Grafenstein

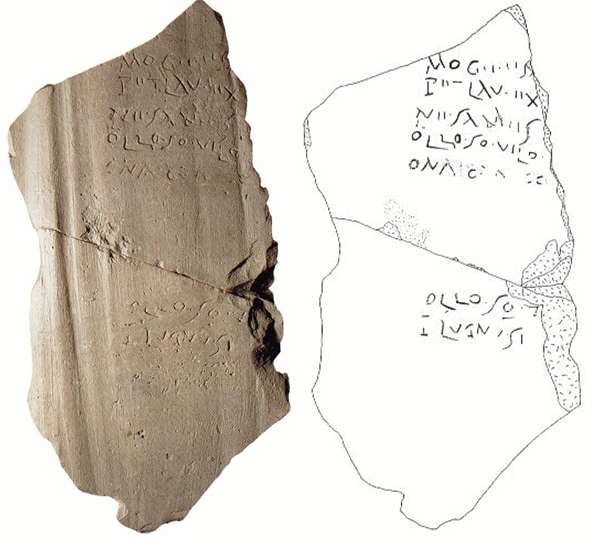
Iscrizione di Grafenstein e facsimile

L'iscrizione di Grafenstein invece, scoperta nel 1977 su una piastrella risalente al II secolo d.C., risulta incompleta. La parte rimanente è stata trascritta nel seguente modo:
P· II- LAV · EX[ 

ṆE · SAḌỊÍES[ 

OLLO · SO · VILO[ 

ỌNẠ    C[…] 

OLLO · SO · ? [ 

P LṾGNṾ · SI 
»
Dove Moge sembra essere un nome proprio o comunque un'abbreviazione di questo, P· II- LAV un'abbreviazione latina indicante il peso, ne sadiíes una possibile forma verbale che sta a significare "non prestabilito", ollo so che significa probabilmente "tale importo" e Lungnu che potrebbe essere un altro nome proprio. Il testo sembra essere la registrazione di una transazione commerciale.
Sono state proposte altre possibili interpretazioni dell'iscrizione, tra cui:
PET(?) LAV · EX[---] 

NE · SAMES[---] 

OLLO · SO · VILO ·[---] 

ONA O(?) + ++ 

OLLO · SO ·+ 

+ LVGNI · SI»
e anche:
PETILAV · IEX[--- 

NE · SADIIES[--- 

OLLO · SO · VILO ·[--- 

ONA DOM...OC[ 

OLLO · SO · VIA .[ 

ILVGNV.SI[»